# ۱۲۵۶ (میلادی)
۱۲۵۶ (میلادی) هزار و دویست و پنجاه و ششمین سال تقویم میلادی است.

## درگذشتگان
‎